# باشكاني
باشكاني هي مدينة تقع في مقاطعة ياش في أقليم مولدوفا في رومانيا وبلغ عدد سكانها42,172 نسمة حسب إحصائيات عام 2002م.